# Dmitrij Sautin
Dmitrij Sautin (ruski: Дмитрий Иванович Саутин, Voronjež, 15. ožujka 1974.) je ruski športaš u skokovima u vodu. Sudjelovao je na pet Olimpijskih igara i osvojio osam olimpijskih medalja, više od bilo kojeg drugog skakača u vodu.
Sa sedam godina počeo je Sautin sa skokovima u vodu. Godine 1991., bio je teško ozlijeđen hladnim oružjem na autobusnoj postaji. Nakon što je proveo dva mjeseca u bolnici, bio je opet u mogućnosti trenirati za Olimpijske igre 1992. Na tim OI u Barceloni 1992., osvojio je brončanu medalju nastupajuću za ZND. 
Od 1993. godine Sautin nastupa za Rusiju. Na Europskom prvenstvu u Sheffieldu, osvojio je svoj prvi veliki naslov 2008. godine, a kasnije je dosegao uspjeh od dvanaest osvajanja naslova europskoga prvaka. Na Svjetskom prvenstvu u Rimu 1994. Sautin je prvi put postao svjetski prvak u skokovima u vodu, ukupno je osvojio pet naslova svjetskog prvaka. 
Godine 1996. osvojio je svoju prvu zlatnu olimpijsku medalju. Uvođenjem sinkroniziranog skakanja u vodu na Olimpijskim igrama počevši od 2000. još je lakše osvajao medalje. Na Olimpijskim igrama 2000. godine u Sydneyu, Sautin je osvojio četiri medalje, uključujući zlato u sinkroniziranom skakanja u vodu s tornja, zajedno s Igorom Loukačinom. Na Europskom prvenstvu 2000. u Helsinkiju Sautin je osvojio tri zlata i srebrnu medalju. 